# Mytteriet på M 612
Mytteriet på M 612 var et mytteri, der fandt sted den 5. maj 1945 under 2. verdenskrig. Efter at mytteriet var ophørt blev 11 besætningsmedlemmer dømt til døden og samme dag om aftenen henrettet på M 612 og kastet i Alssund nord for Sønderborg.
M 612 (de) var en tysk minestryger af klassen "Minensuchboot 1943". Først få uger før krigens slutning den 11. april 1945 blev M 612 afleveret fra skibsværftet "Neptun Werft" i Rostock til den "12. Minensuchflottille" i Kriegsmarine.

## Danmark i maj 1945
Efter at Lübeck den 2. maj 1945 var indtaget af britiske tropper, undertegnede den øverstbefalende for den tyske "Kriegsmarine", Generaladmiral Hans-Georg von Friedeburg, kapitulationen for alle de værnemagtsenheder, som i det nordvestlige Tyskland stod overfor den britiske feltmarskal Bernard Montgomery. Denne delkapitulation trådte i kraft den 5. maj kl. 8 og omfattede alle væbnede styrker i Holland, Nordvesttyskland, Slesvig-Holsten og Danmark, herunder alle skibe i området. På dette tidspunkt var Danmark endnu ikke befriet af De Allierede styrker.
Delkapitulationen blev bekendtgjort over radio den 5. maj 1945 klokken 5 til alle de tyske tropper.
På trods af betingelserne i delkapitulationen fik M 612 ordre til at sejle til Kurland, for at evakuere tyske tropper og civile derfra før de sovjetiske troppers ankomst.

## Mytteriet
Efter at M 612 den 5. maj klokken 8 var afsejlet fra Fredericia, for at tilslutte sig en konvoj til Kurland, erfarede mandskabet sejladsens mål. Omkring klokken 8.30 begyndte mytteriet, som blev anført af den 21-årige maskinmatros Heinrich Glasmacher. Glasmacher indespærrede kaptajnen på M 612 i en kahyt. Ligeledes blev alle de øvrige officerer med våbenmagt fastholdt. Glasmacher overtog kommandoen og satte kurs mod Flensborg.
På vej til Flensborg bliver en tysk torpedobåd opmærksom på M 612, da de med blinklampe kontaktede M 612 og kaptajnen ikke viste sig på kommandobrobroen hvorefter andre torpedobåde tilkaldtes og besætningen på M 612 blev tvunget til at overgive sig. En kommando med torpedobådens officerer gik om bord, og M 612 blev tvunget med våbenmagt til at ankre op i Alssund ved Sønderborg.

## Proces og henrettelserne
Allerede den samme dag efter en anordning fra minestrygerens chef, kommandør Hugo Pahl, trådte en standret om bord på M 612 i kraft. Som anklager fungerede militærjuristen Adolf Holzwig. Forsvareren var en konstabel. 20 besætningsmedlemmer blev anklaget. Standretten begyndte kl. 18.00 på M 612 og varede i ca. en time. Standretten støttede sig overvejende til udsagn fra løjtnant Süß, der angav hvem der var med til mytteriet. 11 besætningsmedlemmer blev idømt dødsstraf og fire besætningsmedlemmer til 3 års fængsel. Fem blev frifundet. Kommandør Hugo Pahl godkendte dommen og gjorde ikke brug af muligheden for en benådning.
Den 6. marts 1946 blev Pahl frikendt og løsladt. Så sent som i 1967 begrundede han sin beslutning som korrekt på daværende tidspunkt.
Efter at officererne med dombekræftelsen kom om bord på M 612, begyndte skydningen af de dødsdømte kl. 23.35 den 5. maj 1945. Den samlede besætning på M 612 blev kommanderet til at overvære henrettelserne. De dødsdømte stod to og to, bagbundet og uden bind for øjnene foran skydekommandoen. Efter skydningen fik de til fængsel dømte besætningsmedlemmer ordre til at smide de døde kammerater, som var pakket ind i lærredssække, med tunge jernblokke bundet til, i havet. Det tog omkring halvanden time inden henrettelserne var overstået, og ”M 612” sejlede tilbage til Sønderborg.

## De dødsdømte
- Wilhelm Bretzke, matros, født den 20. oktober 1922 i Dortmund
- Heinrich Glasmacher, motorstyrmand, født 21. februar 1924 i Neuss
- Reinhold Kolenda, bådsmand, født 20. november 1924 i Beuthen
- Gustav Kölle, korporal, født 14. juli 1923 i Dreilingen
- Helmut Nuckelt, sergent, født 19. april 1921 i Essen
- Rolf Peters, korporal, født 6. februar 1924 i Rostock
- Gerhard Prenzler, korporal, født 1. april 1924 i Groß-Kölzig
- Gustav Ritz, sergentmajor, født 5. august 1922 i Milaszew (Polen)
- Anton Roth, korporal, født 22. oktober 1924 i Forchheim
- Bruno Rust, maskinmester, født 1. marts 1923 i Berlin
- Heinz Wilkowski, korporal, født 25. oktober 1923 i Calbe

## Efter hændelsen
Efter udførelsen af dødsdommene sejlede M 612 til Sønderborg. Der gik løjtnant Süß om bord. Selvom M 612 fik ordre til at anløbe Kurland, sejlede minestrygeren til Flensborg, hvor resten af besætningen blev fængslet.
Senere i 1945 bjergede fiskeren Henry West 7 af ligene. En nærmere undersøgelse viste, at de pågældende var blevet skudt, men hvad der egentlig skete i Møllebugten i løbet af befrielsesnatten, stod hen i det uvisse. De fundne lig blev først anonymt bisat, men efter at hændelsen i oktober 1945 blev offentligt kendt, blev de fundne soldater fra M 612 bisat. Reinhold Kolenda og Wilhelm Bretzke er bisat på Christianskirkens kirkegård i Sønderborg.
Først senere dukkede der oplysninger frem om tragedien: En hastigt nedsat standret havde dømt de 11 matroser til døden for faneflugt. Selv om krigen var slut i Nordvesteuropa, blev der stadig kæmpet på Østfronten. Blandt andet i et desperat forsøg på at sikre den tyske civilbefolkning i Danzig-området.
Selv efter Tyskland havde kapituleret den 8. maj 1945, henrettede den tyske værnemagt soldater for faneflugt. I Gelting Bugt, ikke langt fra Mürwik, hvor Dönitz havde sit hovedkvarter, blev tre tyske marinesoldater dømt for faneflugt og henrettet på støtteskibet Støtteskibet Buea den 10. maj 1945. Den sidste henrettelse efter dom fandt sted i Flensborg næsten tre dage efter kapitulationen, om morgenen den 11. maj, hvor marinesoldaten Johann Christian Süß (de) blev henrettet.
Forklaringen på de triste hændelser kan være, at den tyske, militærlovgivning stadig gjorde sig gældende. Krigen sluttede officielt først den 8. maj. Senere blev de 11 henrettede rehabiliteret og deres pårørende fik ret til krigsofre-erstatning.

## Minder om de 11 henrettede
Rottenknechte er en DDR-tv-film i 5 dele fra 1971, instrueret af Frank Beyer. Dokumentarfilmen omhandler skæbnen for matroserne fra Kriegsmarine og deres officerer i de sidste dage af 2. verdenskrig og efterkrigstiden.
Delene 1-3 følger historien om “Mytteriet på M 612” den 5. maj 1945 og henrettelsen af mytteristerne.
DDRs Volksmarine kaldte tre af deres landgangsfartøjer: "Gerhard Prenzler", "Rolf Peters" og "Heinz Wilkowski".
Novellen Ein Kriegsende fra 1984 skrevet af den tyske forfatter Siegfried Lenz er inspireret af mytteriet på M 612
Den 09-09 2020 blev en mindesten påmonteret en bronzetavle med tekst på dansk og tysk indviet. Stenen er placeret på den grønne plads ved Hotel Alsik i Sønderborg.
Mindetavlens tekst:
"Efter kapitulationen i Nordtyskland og Danmark
blev om natten mellem den 5. og 6. mai 1945
11 tyske marinesoldater dømt for mytteri
ombord på minestrygeren M 612.
De blev henrettet, og deres lig sænket i Alssund.
Syv af de henrettede drev senere
i land her langs kysten og blev stedt til hvile
på kirkegården ved Christianskirken.
De var blandt de sidste meningsløse ofre i den krig,
der fra 1939 - 1945 hærgede verden.
I taknemmelighed over krigens afslutning
og i erindring om dens mange ofre
blev denne tavle sat.
1945 Sønderborg 2020"
Den 12. maj 2025 blev der på fortovet foran den nuværende marinesportskole i Fördestraße i Flensborg lagt 11 snublesten med navnene på de henrettede.